# Acaciella umbellifera
Acaciella umbellifera là một loài thực vật có hoa trong họ Đậu. Loài này được (Kunth) Britton & Rose miêu tả khoa học đầu tiên năm 1928.